# Gewerbeverein für das Königreich Hannover

1846: Rundbrief der »Direction des Gewerbe-Vereins...«, hier an den »Local-Gewerbe-Verein zu Dannenberg« betreffs einer Forschungsreise von Friedrich Heeren

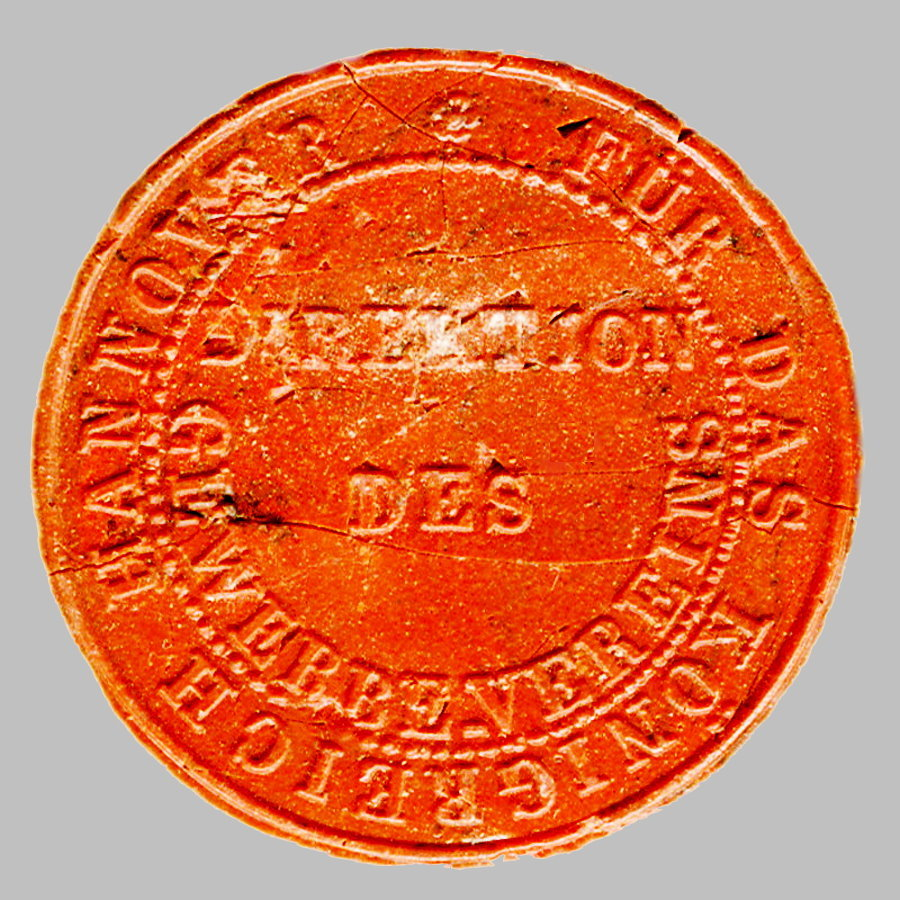
Wachssiegel der Direktion des Gewerbevereins für das Königreich Hannover 1846

Der Gewerbeverein für das Königreich Hannover war im 19. Jahrhundert eine Einrichtung des Königreichs Hannover „zur Beförderung des vaterländischen Gewerbefleißes“, die die Funktionen der späteren IHK Hannover und der Handwerkskammer Hannover vorwegnahm. Bedeutung hatte der Verein in der Frühzeit der Industrialisierung vor allem durch verschiedene Gewerbe-Ausstellungen und die Anregung zur „Gründung einer »Höheren Gewerbeschule« (heute: Leibniz Universität)“ Hannover.

## Geschichte
Vorläufer des Vereins war die 1824 gebildete »Kommission zur Beförderung des Ackerbaus und der Industrie«. Der Gewerbeverein für das Königreich Hannover wurde 1828 von dem Landdrost Friedrich Wilhelm von Dachenhausen gegründet. Unter dem Vorsitz des Ministers von Meding holte sich die neunköpfige amtliche Kommission Rat von Männern aus der Wirtschaft, wie beispielsweise dem Fabrikanten Bernhard Hausmann. Zweck des Vereins war vor allem die Verbesserung des gewerblichen Unterrichtswesens, für das die Gründung einer Höheren Gewerbeschule angeregt wurde. Nachdem 1830 die erste Gewerbeschule genehmigt war (dessen Direktor „der erst 27jährige Karl Karmarsch aus Wien“ wurde), stellte „der offiziöse Gewerbeverein“ seine Tätigkeit ein und wurde auf Bernhard „Hausmanns Anregung hin 1834 ersetzt durch einen gleichnamigen, auf privater Grundlage errichteten Verein.“
Der neue Gewerbeverein für das Königreich Hannover veranstaltete in Hannover und elf anderen Städten Gewerbeausstellungen im Königreich Hannover (in den Grenzen des heutigen Landes Niedersachsen), „die wichtige Anstösse gaben für die sich in der Zunahme der Dampfkessel von 2 (1835) auf 700 (1860) spiegelnde Industrialisierung und wirtschaftliche Entwicklung des Landes.“ Außerdem wurden Vorträge und Schulungen angeboten, Unterrichtssammlungen aufgebaut sowie gewerbliche Bildungseinrichtungen aufgebaut und gefördert. Darüber hinaus erstellte der Verein Gutachten im Auftrag der Regierung.
Nach der Annexion des Königreiches durch Preußen 1866 initiierte der Gewerbeverein für die Provinz Hannover 1873 gemeinsam mit dem Verein Deutscher Ingenieure die Gründung des „Vereins zur Überwachung von Dampfkesseln“ (der heutige TÜV). Zuvor schon hatte der Gewerbeverein 1868 die Kunstgewerbeschule Hannover eröffnet.
1876 wurde der Gewerbeverein mit einer neuen Satzung zur Juristischen Person und kaufte im selben Jahr als Vereinshaus das Palais des Bankiers Israel Simon in der Brühlstraße. In der Brühlstraße wurde eine Bibliothek aufgebaut, eine kunstgewerbliche Sammlung angelegt, eine Lehranstalt eingerichtet und eine permanente Gewerbeausstellung dargeboten. 1894 wurde das Gebäude an die Stadt Hannover veräußert und ersatzweise ein Grundstück in der Landschaftstraße erworben. Dort wurde 1898 die Einweihung eines neuen Gebäudes nebst Ausstellungshalle für Schulungen und Vorträge begangen.
1931 wurde die Ausstellungshalle aufgegeben. Durch die Nationalsozialisten wurde der Gewerbeverein aufgelöst „im Zuge der Neuordnung der Zuständigkeiten der Handwerks- sowie der Industrie- und Handelskammern“.

## Funktionsträger (unvollständig)
- Wilhelm Boetticher; war 8 Jahre lang Direktor des Gewerbevereins, Mitbegründer der Industrie- und Handelskammer Hannover[8]
- Conrad Bube; Mechaniker, Fabrikant und Senator, Vorsitzender der Werkzeugkommission des Gewerbevereins Hannover[9]
- Friedrich Georg Hermann Culemann; Druckereibesitzer und Schulsenator, zeitweilig Vorsitzender des Vereins[5]
- Friedrich Wilhelm von Dachenhausen; 1828 Gründer des Vereins 1828 und seitdem Vizepräsident[2][10]
- Karl Karmarsch; 1845 bis 1855 Vizepräsident des Vereins[11]
- Friedrich Heeren; „Mitarbeiter“ des Vereins und 1846 im Auftrag des »Königlichen Ministeriums des Innern« zu einer Forschungsreise nach England entsandt zum „Besuche von Fabriken und sonstigen gewerblichen Anlagen“[12]
- Fritz Hurtzig, Direktor ab 1861
- Heinrich Köhler; der Architekt und Hochschullehrer wurde 1864 Mitglied der Direktion, 1888 Vizepräsident und 1896 Präsident im Gewerbeverein für Hannover.[13]
- Friedrich von Reden; der Vereinssekretär erarbeitete bis 1839 die „statistischen Beschreibungen“ (siehe Abschnitt Publikationen)
- Moritz Rühlmann; Professor der Höheren Gewerbeschule und eine treibende Kraft für Versammlungen und Fortbildungsvorträge des Vereins[5]

## Publikationen
- Mittheilungen des Gewerbevereins für das Königreich Hannover, 1834–1864 (Digitalisate siehe unter dem Herausgeber der Mitteilungen und Vizepräsidenten des Vereins von 1845 bis 1845 Karl Karmarsch)
- Freiherr Friedrich von Reden (Vereinssekretär): Das Königreich Hannover statistisch beschrieben, zunächst in Beziehung auf Landwirtschaft, Gewerbe und Handel, 1839, 2 Bände